# Achém Oriental
Achém Oriental (indonésio: Aceh Timur) é uma kabupaten (regência) da província de Achém, na Indonésia. A capital é a cidade de Idi Rayeuk.